# Yasna Polyana
Yasna Polyana es un pueblo en el municipio de Primorsko, en la Provincia de Burgas, en el sudeste de Bulgaria.

## Geografía
Se encuentra situado al pie de la montaña Istranca, a lo largo del río Dyavolska. En el extremo norte del pueblo pasa el río Ropotamo. Está rodeado de bosques centenarios, llamados por la población лонгузи (longuzi).
En la década de 1970, alrededor del pueblo se construyó la segunda represa más grande en la región de Burgas: la represa Yásnaia Poliana, que proporciona agua potable en la costa sur del mar Negro.

## Historia
El antiguo nombre de la aldea era Алан кайряк (Alan Kairiak), que significa un lugar de angustia. Su nombre actual se debe al escritor León Tolstói. A principios del siglo XX, un grupo de jóvenes intelectuales de toda Bulgaria crearon una colonia tolstoiana en el pueblo, manteniendo una correspondencia con León Tolstói. La comuna se registró en gran medida en la vida del pueblo durante las primeras décadas del siglo XX. Cuando en 1934 surge la cuestión de cambiar el nombre del pueblo a un nombre búlgaro, por sugerencia del maestro local Andrey Nenov, se nombró el nombre del lugar nativo del escritor, Yasna Polyana.